# Sougy
Sougy ist eine französische Gemeinde mit 835 Einwohnern (Stand: 1. Januar 2022) im Département Loiret in der Region Centre-Val de Loire. Die Gemeinde gehört zum Arrondissement Orléans und zum Kanton Meung-sur-Loire.

## Geographie und Verkehr
Sougy liegt etwa 18 Kilometer nordnordwestlich von Orléans in der Beauce. Umgeben wird Sougy von den Nachbargemeinden Lumeau im Norden, Poupry im Nordosten, Artenay im Osten und Nordosten, Chevilly im Osten und Südosten, Huêtre und Bricy im Süden, Coinces im Südwesten, Rouvray-Sainte-Croix im Westen sowie Terminiers im Nordwesten.

## Bevölkerungsentwicklung
| Jahr                       | 1962 | 1968 | 1975 | 1982 | 1990 | 1999 | 2008 | 2018 |
| Einwohner                  | 667  | 702  | 667  | 835  | 828  | 805  | 844  | 816  |
| Quellen: Cassini und INSEE |      |      |      |      |      |      |      |      |

## Sehenswürdigkeiten

Kirche Saint-Germain

- Kirche Saint-Germain